# Namilt (III.)
Namilt (III.) war um 754 bis 725 v. Chr. (Kitchen), während der 25. Dynastie (Dritte Zwischenzeit) Herrscher im mittelägyptischen Hermopolis und trug den Titel „König“.
Seine Gemahlin war eine Nestanetmeh und sein Vater vermutlich Osorkon III.

## Feldzug des Pije
Nach einem Bericht des kuschitischen Herrschers Pije soll Namilt (III.) während der Kriegshandlungen zu Tefnacht übergelaufen sein, was Dieter Kessler jedoch bezweifelt; er hält es für wahrscheinlicher, dass Namilt von Beginn an ein Verbündeter Tefnachts war. Namilt soll das Hinterland von Herakleopolis erobert haben, wobei die Festung Neferusi zerstört wurde. Nach dem Abzug des Tefnachtes übernimmt er das Oberkommando der Belagerungstruppen von Herakleopolis. Doch nach einer Niederlage bei Per-Pega und zwei weiteren Scharmützeln wendet sich das Blatt und Namilt muss in seine Residenz Hermopolis flüchten, die nun von Pijes Truppen belagert wird. Kurze Zeit später kapituliert die Stadt und Namilt unterwirft sich Pije.

## Belege
Bezeugt ist Namilt auf der Siegesstele des Pije, wo er den Titel „König“ trägt sowie die Chepresch-Krone samt Uräusschlange. Im Giebelfeld der Stele wird er herabgesetzt dargestellt als wichtigster aller sich unterwerfenden Fürsten mit einem Pferd als Geschenk und seiner Frau.